# باري كيلي (ممثل)
باري كيلي (بالإنجليزية: Barry Kelley)‏ (19 أغسطس 1908 - 15 يونيو 1991)، هو ممثل أمريكي، ولد في 19 أغسطس 1908 في شيكاغو في الولايات المتحدة، وتوفي في 15 يونيو 1991 في وودلاند هيلز، كاليفورنيا في الولايات المتحدة.

## أعمال

### أفلام
- (1951) البئر
- (1955) محاكمة
- (1957) جوكر البرية
- (1960) إلمر جانتري

## وصلات خارجية
- باري كيلي على موقع IMDb (الإنجليزية)
- باري كيلي على موقع أول موفي (الإنجليزية)
- باري كيلي على موقع قاعدة بيانات برودواي على الإنترنت (الإنجليزية)
- باري كيلي على موقع قاعدة بيانات برودواي على الإنترنت (الإنجليزية)
- باري كيلي على موقع قاعدة بيانات الفيلم (الإنجليزية)